# Ljus svandopping
Ljus svandopping (Aechmophorus clarkii) är en fågel i familjen doppingar inom ordningen doppingfåglar som huvudsakligen förekommer i västra Nordamerika. Den är nära släkt med mörk svandopping (A. occidentalis) och de båda behandlades länge som en och samma art.

## Utseende och läte
Ljus svandopping är en stor (51–74 cm), långhalsad och långnäbbad dopping med vit och svart till mörkt gråbrun fjäderdräkt utan någon tofs. Den är mycket lik sin nära släkting mörk svandopping, men har mer vitt i ansiktet så att det röda ögat är frilagt. Vidare har den i genomsnitt mer vitt även på flankerna och gråare rygg. Näbben är lysande gul eller orangegul snarare än sotfärgat gul. I flykten syns ordentligt med vitt på vingpennorna. Även lätet skiljer sig, ett enstavigt, ljus knarrande (mörka svandoppingens är tvåstavig).

## Utbredning och systematik
Ljus svandopping delas in i två underarter med följande utbredning:
- Aechmophorus clarkii transitionalis – förekommer i västra Nordamerika (sydöstra Alaska till norra Mexiko)
- Aechmophorus clarkii clarkii – förekommer i kustnära västra Mexiko (Nayarit) och mexikanska platån

Vissa behandlar den som monotypisk, det vill säga inte delar upp den i några underarter.

## Status och hot
Arten har ett stort utbredningsområde, men har en relativt liten population och tros minska i antal, dock inte tillräckligt kraftigt för att den ska betraktas som hotad. Internationella naturvårdsunionen IUCN kategoriserar därför arten som livskraftig (LC). Världspopulationen uppskattas till mellan 11.000 och 21.000 individer.

## Namn
Fågelns vetenskapliga artnamn hedrar John Henry Clark (1830-1885), amerikansk zoolog på US/Mexican Boundary Survey 1850-1855 samt matematiker och samlare av specimen.

## Bildgalleri

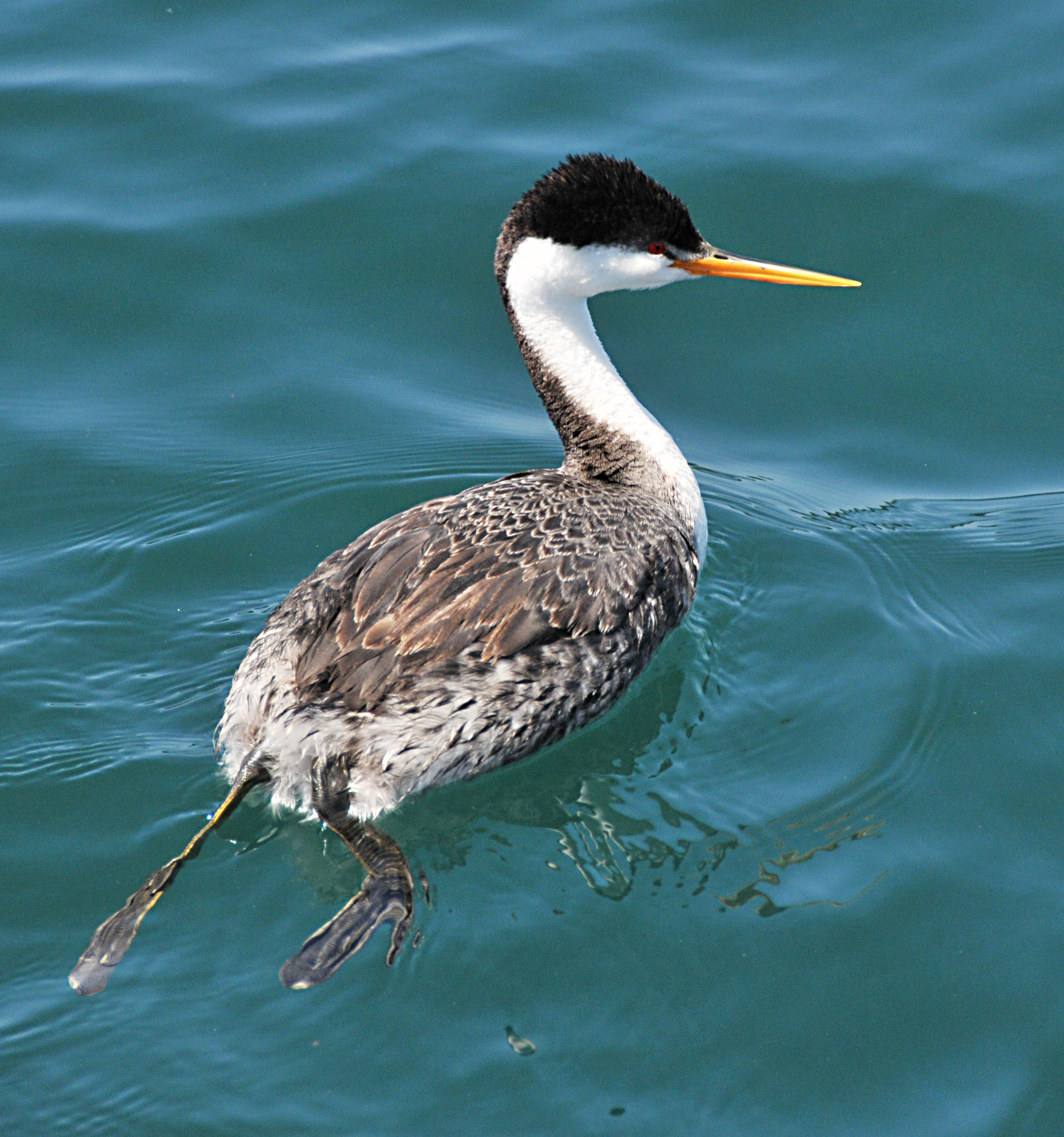
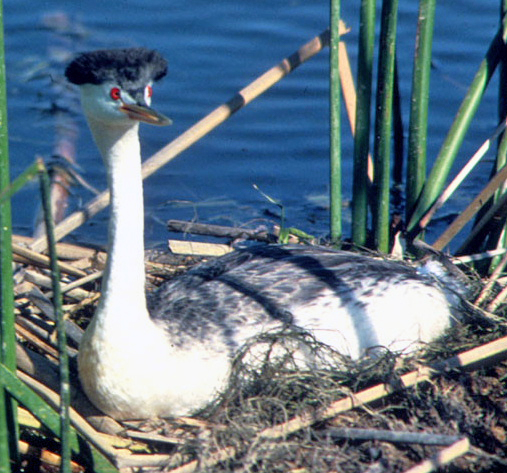
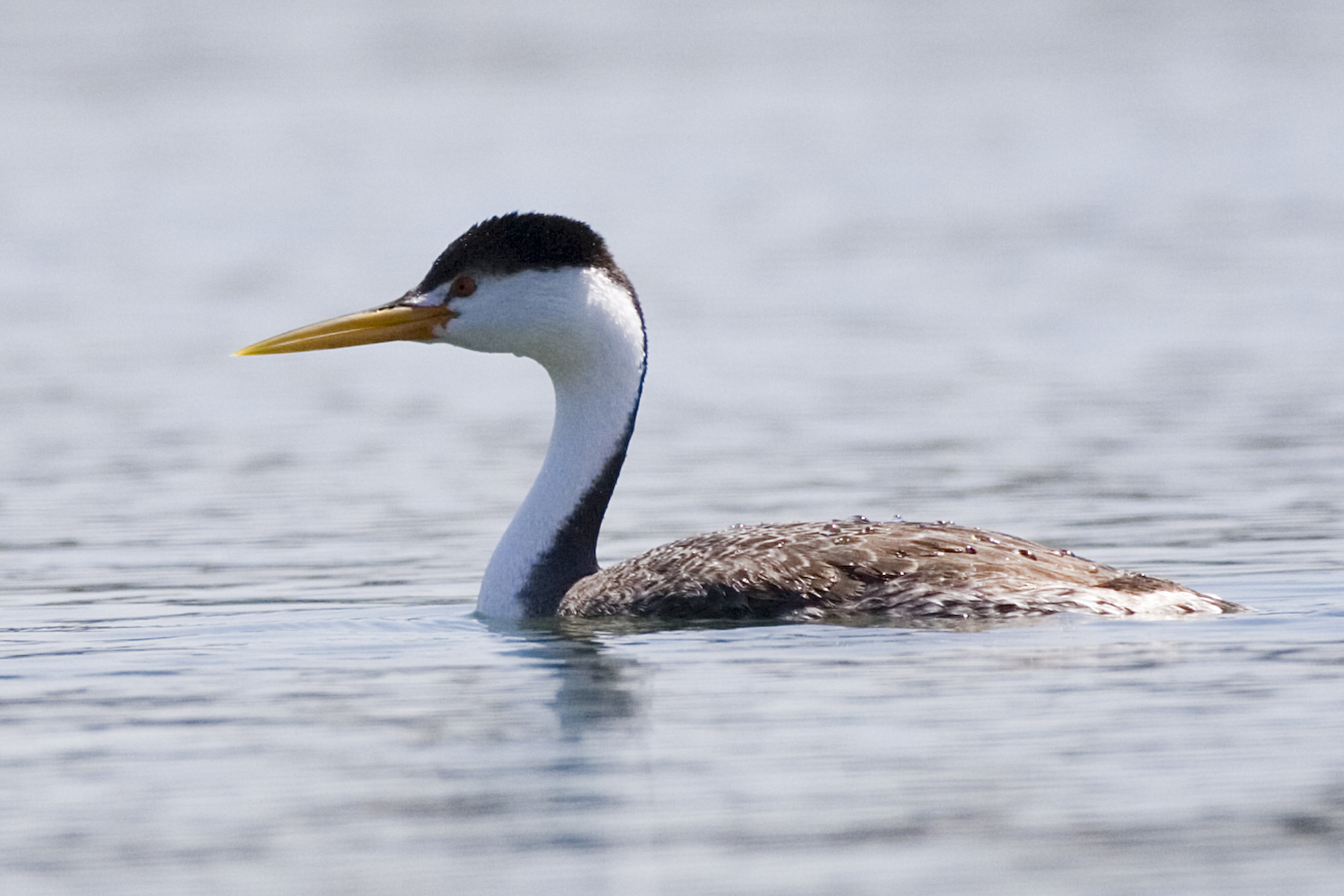
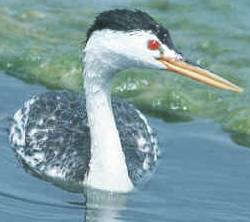